# Kordelio-Evosmos
Kordelio-Evosmos (griego: Κορδελιό-Εύοσμος) es un municipio de la República Helénica perteneciente a la unidad periférica de Tesalónica de la periferia de Macedonia Central. Su capital es Evosmos.
El municipio se formó en 2011 mediante la fusión de los antiguos municipios de Eleftherio-Kordelio y Evosmos, que pasaron a ser unidades municipales. El municipio tiene un área de 13,36 km².
En 2011 el municipio tiene 101 753 habitantes, de los cuales 74 686 viven en la unidad municipal de Evosmos.
Se ubica en la periferia septentrional de Tesalónica y está integrado en el entorno urbano de dicha ciudad.